# Depressió reactiva
La depressió reactiva o depressió neuròtica és aquella que es produeix com resposta a un esdeveniment negatiu de la vida del subjecte, no tenint per què sorgir immediatament després de l'esdeveniment desencadenant, sinó que pot aparèixer fins a setmanes o mesos després que aquest s'haja produït.

## Introducció

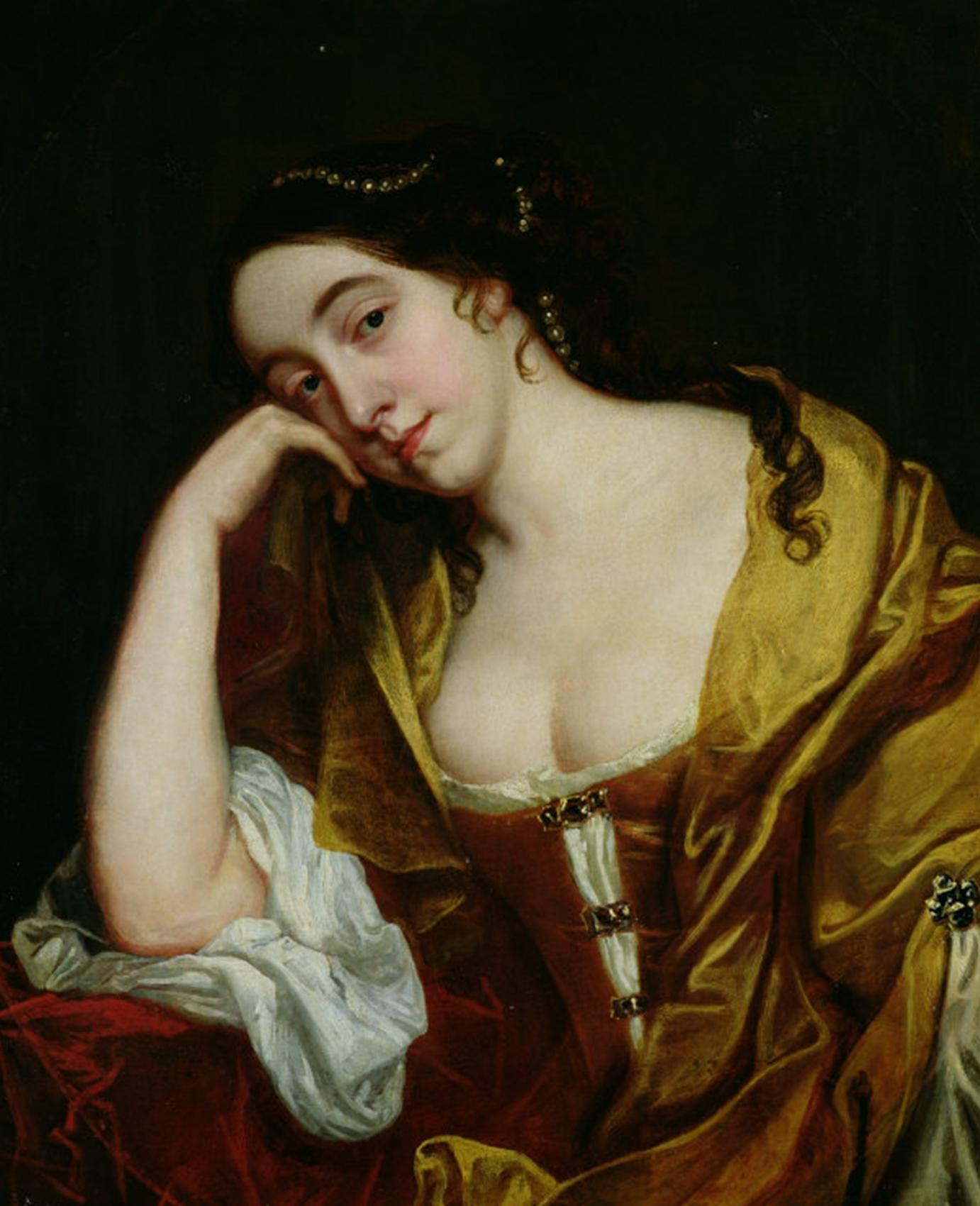
La malenconia per Jacob van Loo.

La depressió reactiva seria en aquest cas una resposta desadaptativa de l'organisme enfront d'una sensació d'estrès. Freud, en "Duel i Malenconia", va arribar a la conclusió que la depressió és una reacció freqüent a la pèrdua, o fins i tot a l'amenaça de pèrdua, ja es tracte d'un objecte real o imaginari. En "Inhibició, Símptoma i Angoixa" va descriure com la pèrdua d'objecte sol anar acompanyada d'un intens desig per ell, a més d'emocions negatives (tristesa, ràbia, etc.) i de la creença que eixe desig és irrealitzable. Va proposar que quan les emocions i les creences depressives formen un circule viciós que es retroalimenta s'entra en un estat depressiu. Així, d'alguna manera plantejava que l'estrès psicològic és un factor precipitant i fonamental de la depressió, a través de l'accionament d'un esquema mental en el qual tant les emocions com les creences es reiteraven.

## L'estil de vida actual
Diversos estudis realitzats en els últims anys assenyalen l'estil de vida com un factor desencadenant d'aquesta patologia. Així, quan el subjecte duu una vida estressant, amb sobrecàrrega laboral i/o familiar, és més procliu a desenvolupar un episodi depressiu. Un ampli nombre de publicacions recents han confirmat que l'Estrès Lleu Crònic (ELC) causa canvis de conducta en rosegadors anàlegs als símptomes de la depressió. D'altra banda, existeixen moments de la vida quotidiana en els quals les persones són més proclius a patir aquest tipus de depressió: aquelles experiències que suposen una pèrdua per al subjecte, com una ruptura amorosa, un canvi de domicili, una pèrdua de l'ocupació o fins i tot la jubilació... I segons un informe de la Fundació Espanyola de Psiquiatria i Salut Mental de l'any 2007, el 50% dels immigrants pateixen algun tipus de patologia mental, sent la depressió reactiva una de les més comunes, produïda per les experiències d'abandó, tristesa i desarrelament. En l'estudi Lay beliefs about causes of depression (Creences sobre les causes de la depressió), publicat en l'edició d'Octubre de la revista "Acta Psychiatrica Scandinavica" els autors van avaluar les creences d'unes 900 persones en Suïssa sobre les causes atribuïbles a l'inici i desenvolupament del trastorn. Per a més d'un 50% dels enquestats, la major causa de depressió eren els conflictes en l'àmbit social i familiar. El segon lloc ho ocupava l'estrès laboral, en un 32,7%, i la tensió o l'estrès sense especificar era la tercera causa generadora de depressió.

## L'estil atribuïble de cada persona
Altra causa a tenir en compte a l'hora d'estudiar aquest tipus de depressió és l'estil atribuïble del subjecte; una persona que atribueix els seus èxits a causes externes no controlables i no obstant es culpabilitza dels seus fracassos, atribuint-los a causes internes sobre les quals tampoc exerceix un control és altre bon candidat a desenvolupar una depressió. El no control sobre els esdeveniments de la pròpia vida, sumeixen l'ésser humà en estats d'indefensió apresa, precursors de trastorns de l'estat d'ànim.
D'acord amb aquesta idea, Kobasa (1979) va arribar a la conclusió que enfront d'un mateix succés traumàtic hauria dos tipus de persones: les persones resistents, amb un gran sentit del compromís- entés com la tendència d'aquests individus a implicar-se en totes les activitats de la vida, sentint que el que es fa és part del que s'és-, una forta sensació de control- entesa com la convicció que el que es fa influeix directament en els esdeveniments- i una major obertura als canvis vitals- és a dir, veure les circumstàncies de la vida, especialment les adverses, no com amenaçadores sinó com incentivadores del creixement personal, tendeixen a interpretar les experiències estressants i doloroses com una part més de l'existència; d'altra banda, existeixen les persones no resistents, que mostren manques en el sentit del compromís, un locus de control extern i una tendència a considerar el canvi com negatiu i no desitjat.

## Pronòstic
D'entre tots els tipus de depressió, la dita "reactiva", és la qual té millor pronòstic, ja que pot tractar-se més fàcilment analitzant al costat del pacient eixos esdeveniments que han precipitat el trastorn i la seua particular forma d'entendre'ls, per a així poder corregir distorsions cognitives o estils atribuïbles de ser insans i inadequats.